# تیم ملی فوتبال زیر ۲۳ سال ژاپن
تیم ملی فوتبال زیر ۲۳ سال ژاپن (انگلیسی: Japan national under-23 football team) نماینده ژاپن در بازی‌های المپیک و بازی‌های آسیایی است.

## مسابقات شرکت‌کرده

### بازی‌های المپیک
- بازی‌های المپیک تابستانی ۱۹۳۶
- بازی‌های المپیک تابستانی ۱۹۵۶
- بازی‌های المپیک تابستانی ۱۹۶۴
- بازی‌های المپیک تابستانی ۱۹۶۸
- بازی‌های المپیک تابستانی ۱۹۹۶
- بازی‌های المپیک تابستانی ۲۰۰۰
- بازی‌های المپیک تابستانی ۲۰۰۴
- بازی‌های المپیک تابستانی ۲۰۰۸

### بازی‌های آسیایی
- بازی‌های آسیایی ۲۰۰۲
- بازی‌های آسیایی ۲۰۰۶
- بازی‌های آسیایی ۲۰۱۰

## افتخارات
- بازی‌های آسیایی

مدال طلا (۱): ۲۰۱۰
مدال نقره (۱): ۲۰۰۲